# Сломанная колонна
«Сло́манная коло́нна» (исп. La Columna Rota) — картина мексиканской художницы Фриды Кало, созданная в 1944 году. Она написана маслом на мазоните и была создана вскоре после того, как Кало перенесла операцию на позвоночнике, проведённую для решения осложнений, возникших в результате серьёзной дорожной аварии, жертвой которой стала Фрида в возрасте 18 лет. Картина хранится в музее Долорес Ольмедо в Мехико.
Как и во многих автопортретах Фриды Кало, центральное место здесь занимают боль и страдание. Однако в отличие от других подобных работ, где также присутствуют попугаи, собаки, обезьяны или другие люди, на этой картине Кало изображена одна. Её одинокая фигура на потрескавшемся и бесплодном ландшафте символизирует как её изоляцию, так и внешние силы, повлиявшие на её жизнь. Как землетрясение может расколоть земную поверхность, так и несчастный случай сломал тело Кало.
На картине обнажённый торс Кало расколот, перекликаясь с изрезанной оврагами землёй позади неё, а на месте её позвоночника находится крошащаяся ионическая колонна. Её лицо смотрит вперёд, не дрогнув, хотя по щекам текут слезы. Несмотря на разрушение её тела изнутри, её внешняя чувственность остаётся нетронутой. Ткань, которая обёртывает нижнюю часть её тела и сжимается в руках, не служит признаком скромности, вместо этого отражая христианскую иконографию покрывала Христа, как и гвозди, которые пронзают её лицо и тело. Гвозди воткнуты внизу только в правую ногу, которая была короче и слабее от перенесённого Фридой полиомиелита в раннем детстве.
Металлический корсет, который применяется при заболевании полиомиелитом, а не после хирургических операций, может служить отсылкой к перенесённому полиомиелиту или символизировать физические и социальные ограничения в жизни Кало. В 1944 году врачи рекомендовали художнице носить стальной корсет вместо гипсовых повязок, которые она использовала ранее. Изображённый корсет — один из многих, которые Фрида использовала на протяжении всей своей жизни — и ныне находится в её доме-музее, Каса-Асуле. В «Сломанной колонне» этот корсет не даёт распасться повреждённому телу Кало.

## Образ жертвы
Искусствоведы проводят параллель между образом самой Кало и «мученичеством святого Себастьяна». По легенде, Себастьян был христианином, за что был привязан к дереву и использовался в качестве мишени для стрельбы из лука, истязаемый за свою веру. Несмотря на то, что его оставили умирать, он выжил, но позднее был казнён за свою религию по приказу римского императора. Его часто изображают привязанным к дереву, а его тело — усеянным стрелами. Фрида связывает себя в «Сломанной колонне» с мучеником визуально, и будучи воспитанной в католической семье, она должна была быть знакома с историей этого святого.
Десмонд О’Нил, врач, публиковавшийся в «Британском медицинском журнале», описывал работу Фриды как жизненно важный инструмент в понимании боли у пациентов. Врач высоко оценил способность художницы изображать неосязаемое чувство хронической боли. Таким образом, по его мнению, она становится мученицей для тех, кто страдает от хронической боли. Её готовность обнажить душу перед зрителем позволяет лучше понять, что значит жить с постоянной сильной болью. Хотя боль окружает людей повсюду, им не хватает способности «схватить или выразить её», а работа Фриды Кало — исключение из этой проблемы изображения боли по мнению О’Нила.